# Grigorovich DI-3
Il Grigorovich DI-3 (in russo Григорович ДИ-3?, Grigorovič DI-3) era un caccia monomotore biposto a velatura biplana progettato all'interno del CKB-39 dall'ingegnere Dmitrij Pavlovič Grigorovič in collaborazione con Nikolaj Nikolaevič Polikarpov, in seguito direttori degli omonimi OKB, sviluppato in Unione Sovietica nei primi anni trenta e rimasto allo stadio di prototipo.
Sviluppo del DI-2, versione biposto del caccia Polikarpov I-3, e destinato ai reparti della Sovetskie Voenno-vozdušnye sily (VVS), l'aeronautica militare sovietica, nel ruolo di caccia di scorta a lungo raggio, a causa delle prestazioni fornite dal prototipo, inferiori alle aspettative iniziali, non venne avviato alla produzione in serie.

## Storia del progetto
Nei tardi anni venti le autorità militari dell'Unione Sovietica espressero l'intenzione di dotare i propri reparti da caccia di una nuova classe di aerei non più monoposto, ma dotati di due membri di equipaggio: oltre al pilota era prevista la presenza di un mitragliere di coda che aumentasse il volume di fuoco ed ampliasse il campo di tiro, accrescendone l'efficacia. A questo proposito venne emessa una specifica in cui si richiedeva di valutare un nuovo modello dalle caratteristiche salienti analoghe, monomotore biplano con carrello fisso, che riuscisse ad eguagliare le prestazioni di un pari ruolo monoposto e identificato con la designazione Dvuchmestnyj Istrebitel' (caccia a due posti).
Nel 1929 l'OKB diretto dall'ingegnere Polikarpov sviluppò il Polikarpov DI-2, prototipo che non riuscì ad esprimere prestazioni adeguate e che rimase distrutto a causa di un problema di vibrazioni all'impennaggio di coda durante un volo di prova uccidendo il suo equipaggio.
La vicenda contribuì all'arresto di Polikarpov ed al suo trasferimento, dopo un'iniziale condanna a morte sostituita da un periodo di detenzione alla prigione moscovita di Butyrka, presso una delle diverse Šaraška, il CKB-39 (ЦКБ-39, Центральное конструкторское бюро, Central'noe Konstruktorskoe Bjuro, Ufficio centrale di costruzione), strutture punitive ricavate all'interno dei gulag.
Nel CKB venne avviato un ulteriore sviluppo del velivolo con la finalità di ottenere migliori valori in velocità massima raggiungibile ed autonomia. Nella struttura punitiva Polikarpov lavorò a fianco di Dmitrij Grigorovič, anch'esso arrestato dalla GPU, riproponendo le caratteristiche salienti ma modificando la parte posteriore del velivolo per ovviare ai problemi riscontrati nel precedente modello.
Il nuovo modello, identificato come DI-3, integrava alcune interessanti soluzioni tecniche ma non riuscì a convincere le autorità militari sovietiche. Il prototipo riuscì ad essere completato nella primavera del 1931 quindi trasferito e testato presso l'istituto scientifico della VVS (НИИ ВВС РККА) dal 10 aprile al 12 luglio di quello stesso anno. Le prove di volo però rilevarono che le prestazioni generali, sia in velocità massima alle varie quote che in velocità di salita, non riuscivano a raggiungere i requisiti richiesti rimanendo sui valori del DI-2 e la commissione esaminatrice decise di non suggerirne l'avvio alla produzione in serie.

## Tecnica
Il DI-3 era un velivolo di impostazione classica e, per il ruolo che doveva ricoprire, inusuale per il periodo; monomotore biposto a velatura biplana e carrello fisso.
La fusoliera, costruita in tecnica mista con struttura in tubi d'acciaio saldati e ricoperta in tela, era caratterizzata dalla presenza dei due abitacoli separati aperti posizionati in tandem, l'anteriore destinato al pilota ed il posteriore al mitragliere di coda. Posteriormente terminava in un inusuale impennaggio bideriva caratterizzato dai due elementi verticali posizionati all'estremità dell'unico piano orizzontale controventato da aste superiori ed inferiori.
La configurazione alare era biplano-sesquiplana con ala superiore, montata alta a parasole, collegata all'inferiore, di minor apertura alare e leggermente spostata verso coda, da una coppia di montanti ad "N", uno per lato, integrati da tiranti in cavetto d'acciaio.
Il carrello d'atterraggio era fisso, molto semplice, montato su una struttura ammortizzata al di sotto della fusoliera, dotato di ruote di grande diametro collegate da un assale rigido ed integrato posteriormente con un pattino d'appoggio. In alternativa potevano essere installati, in sostituzione delle ruote, dei pattini per poter operare da superfici innevate o ghiacciate.
La propulsione era affidata ad un motore raffreddato a liquido posizionato all'apice anteriore della fusoliera, o l'originario BMW VI o il suo equivalente sovietico Mikulin M-17, un 8 cilindri a V di 90° in grado di erogare una potenza pari ai 730 CV (545 kW) del propulsore tedesco o ai 750 CV (550 kW) di quello autoctono, posizionato all'apice anteriore della fusoliera, racchiuso in una cofanatura metallica ed abbinato ad un'elica bipala in legno a passo fisso. Caratteristico era il posizionamento del radiatore dell'impianto di raffreddamento, collocato sotto il cofano.
L'armamento in dotazione era costituito da una coppia di mitragliatrici PV-1 calibro 7,62 mm posizionate in fusoliera a disposizione del pilota, sincronizzate e sparanti attraverso il disco dell'elica integrate da una coppia di mitragliatrici DA, sempre calibro 7,62 mm, in configurazione binata, integrate su supporto brandeggiabile ad anello, struttura collocata nel pozzetto posteriore.

## Impiego operativo
Benché le prestazioni fossero risultate insufficienti per il ruolo che il DI-3 avrebbe dovuto sostenere, il velivolo fu oggetto di una conversione che, modificandone la fusoliera per ricavarne una cabina chiusa, venne impiegata dalla VVS come velivolo da trasporto VIP.

## Utilizzatori
Unione Sovietica
- Sovetskie Voenno-vozdušnye sily